# ИАФ МИФИ
Институт астрофизики НИЯУ МИФИ (ИАФ НИЯУ МИФИ) — научно-исследовательское подразделение Национального исследовательского ядерного университета «МИФИ» (Московский инженерно-физический институт), образованное 21 октября 1997 года на базе Лаборатории астрофизики 7-й кафедры МИФИ, для реализации космического проекта «КОРОНАС-ФОТОН». Базой для создания ИАФ МИФИ послужило подразделение 7 кафедры МИФИ, занимавшееся с 70-х годов исследованиями космических гамма-лучей на высотных аэростатах.
Институт Астрофизики НИЯУ МИФИ принимает участие в работах по космическим проектам ИНТЕГРАЛ, КОРОНАС-Ф, а также является головным разработчиком комплекса научной аппаратуры «ФОТОН» в рамках проекта «КОРОНАС-ФОТОН».
С момента основания институт возглавляет профессор Ю. Д. Котов, к.ф.-м.н., член нескольких комиссий Российской Академии Наук и Министерства Высшего образования.